# 17. SS-Panzergrenadier-Division Götz von Berlichingen
De 17. SS Panzergrenadier-Division Götz von Berlichingen was een divisie van de Waffen-SS. De divisie werd opgericht in oktober 1943 en gaf zich over aan de Amerikanen op 7 mei 1945 met de onvoorwaardelijke overgave van nazi-Duitsland.
De divisie heeft tijdens haar hele bestaan aan het westelijke front gediend, van de slag om Normandië tot operaties aan de Saar en uiteindelijk de laatste stuiptrekkingen van de oorlog in Beieren.
Het embleem van de divisie was een gebalde vuist. Deze vuist is verbonden aan de naam van de divisie, Götz von Berlichingen, een ridder die een ijzeren vuist kreeg aangemeten nadat hij zijn arm verloren had in de Beierse Successieoorlog.

## Geschiedenis

### Oprichting en formatie
Het bevel tot de oprichting van de divisie vond plaats in oktober 1943. Aangezien de stroom van vrijwilligers voor de Waffen-SS tegen die tijd begon op te drogen, bestonden de rekruten vooral uit reservisten en dienstplichtigen. De 17e SS Panzergrenadiers werden opgeleid in het gebied rond Tours. Deze opleiding werd voltooid in maart 1944.
Op 26 november 1943 werd Werner Ostendorff bevorderd tot SS-Brigadeführer en kreeg hij het bevel over Götz von Berlichingen. Hij kwam echter pas begin januari aan op het hoofdkwartier van de divisie. Op 10 april 1944 werd de divisie officieel gevechtsklaar beschouwd met een viering waarbij ook Reichsführer-SS Heinrich Himmler aanwezig was.

### Wapenfeiten in 1944
De divisie bleef gestationeerd in het gebied rond Tours, waar ze was opgericht, en ging na haar inhuldiging deel uitmaken van het 80e Legerkorps (Wehrmacht). Toen op 6 juni 1944 de geallieerden de landing in Normandië uitvoeren, werd de 17. SS Panzergrenadier-Division overgeplaatst naar het front in Normandië. Daar kwam de divisie aan op 10 juni.
De volgende dag ging de divisie voor het eerst in haar bestaan de strijd aan met de Geallieerden, op het schiereiland Cotentin. Haar opdracht was om een kruispunt van wegen tussen Saint-Lo en Coutances te verdedigen. Op 12 juni was het grootste deel van Carentan echter in handen van de 101e Luchtlandingsdivisie, en de tegenaanvallen van de 17. SS Panzergrenadiers nabij Coutances waren niet succesvol. Een paar dagen later verloor de divisie ook haar commandant: Ostendorff raakte gewond en werd vervangen door SS-Oberführer Diesenhoffer. Gedurende de rest van de maand en de volgende verdedigde de divisie de sector van het front bij Saint-Lo, en leed daarbij zware verliezen. 
Op 6 augustus werden de overblijfselen van de divisie tijdelijk bij de 2. SS-Panzer-Division Das Reich gevoegd en werd daarmee onderdeel van het Duitse 7e Leger. De Das Reich divisie wordt overgebracht naar Mortain, nabij de See, waar ze de volgende dag in de tegenaanval ging tegen de Amerikaanse 30e Infanteriedivisie als onderdeel van operatie Luttich, waarbij wederom zware verliezen werden geleden. Enkele weken later werden de overblijfselen van Götz von Berlichingen van het front teruggenomen en naar Chartres gestuurd om uit te rusten en terug op sterkte gebracht te worden. Op 1 september bevond de divisie zich ten westen van Metz, waar ze SS Panzergrenadier-Brigade 49 en 51, die als versterkingen uit Denemarken kwamen, opnam.
Een week later verdedigde SS Panzergrenadier-Regiment 37 van de divisie Dornot tegen aanvallen van de Amerikaanse 5e Infanteriedivisie. De daaropvolgende twee weken nam de 17. SS Panzergrenadier-Division het op tegen verschillende Amerikaanse divisies bij het Arnaville-bruggenhoofd. Op 10 september ondernam de divisie tegenaanvallen tegen de eerste bataljons van de Amerikaanse 5e Infanteriedivisie die het bruggenhoofd gevestigd hadden. De Amerikanen wisten de Duitsers echter terug te drijven tegen het einde van de middag.
Twee dagen later moest de divisie twee bataljons afstaan om het bruggenhoofd bij Metz te versterken. De SS Panzergrenadier-Brigade 49 nam positie in bij het Foret De Facq. Op 15 september ontving de 17. SS versterkingen van de 559e Volksgrenadierdivisie. De Amerikaanse 7e Tankdivisie en de Amerikaanse 5e Infanteriedivisie ondernamen aanvallen op de 17. SS om de Seille te bereiken, terwijl SS Panzergrenadier-Brigade 49 een tegenaanval op de Amerikaanse 80e Infanteriedivisie uitvoerde. Twee dagen later moest Panzergrenadier-Brigade 49 zich uit het bos terugtrekken. De hele volgende maand was de divisie in voortdurende gevechten, waarbij ze onder andere de Amerikaanse 5e Infanteriedivisie tot een tijdelijke terugtrekking wist te dwingen.
In november werd Götz von Berlichingen overgeplaatst naar het XIII SS Korps en uit de frontlijn gehaald om terug op sterkte gebracht te worden. Op 19 november nam de divisie positie in bij Faulquemont bij de Maginotlinie. Op 30 november werden de Duitse strijdkrachten echter verder teruggedrongen tot de oostelijke oever van de Maderbach. Een maand later ging de divisie als onderdeel van operatie Nordwind in de aanval in de sector Saarbrücken-Saverne. Het Amerikaanse 1e Leger wist echter alle aanvallen tegen te houden en op 5 januari 1945 was de operatie voorbij.

### Wapenfeiten in 1945
Na de mislukking van operatie Nordwind werd de divisie uit de linie gehaald en kreeg een rustperiode. Op 15 maart ging de divisie opnieuw in de aanval nabij Uttwiller, ondersteund door negen Sturmgeschütz III-aanvalskanonnen. Hierbij werden zeven Stugs, plus vier Wirbelwind Flak-luchtafweerkanonnen, door de Amerikanen van de 3e Infanteriedivisie vernietigd, en de aanval mislukte. Twee dagen later verdedigde de divisie Kaiserslautern tegen het Amerikaanse 7e Leger en trok zich langzaam terug over de autobahnen en secundaire wegen achter de Westwall. Een week later bevond de divisie zich echter nog steeds ten westen van de Rijn, waar ze Landau en Neustadt verdedigde.
Twee dagen later werd ook de 17. SS uiteindelijk over de Rijn geëvacueerd, waarna ze onmiddellijk op transport ging naar het noorden, naar het front bij de Neckar. Op 30 maart is de divisie in positie om het Odenwald te verdedigen ten noorden van de Neckar. Enkele dagen later raakte ze in gevechten verwikkeld met de Amerikaanse 10e Tankdivisie. Deze gevechten vonden plaats langs de Neckar en duurden tot 11 april, toen de Amerikaanse 3e en 45e Infanteriedivisies doorbraken en oprukken naar Neurenberg. Götz von Berlichingen brak de gevechten met de 10e Tankdivisie af en verplaatste zich naar het gat tussen het Amerikaanse 1e en 7e Leger. De 17. SS Panzergrenadiers maakte zich op om Neurenberg te verdedigen. Op 16 april begon de Amerikaanse aanval. De 17. SS wist het een kleine week uit te houden tegen een enorme overmacht. Op 21 april trok de divisie zich verder terug in de richting van de Alpen. Ze leverde geen noemenswaardige weerstand meer en gaf zich op 7 mei over aan de Amerikanen bij Achensee in Beieren.

## Bekende oorlogsmisdaden
Te Graignes en Le Mesnil Angot (Cotentin) pleegden leden van de divisie, direct na hun aankomst vanaf 11 juni op de Cotentin, diverse oorlogsmisdaden: o.m. een twintigtal gewonde Amerikaanse krijgsgevangenen en twee lokale priesters  werden samen met hun huishoudsters vermoord. Enige burgers werden er als levend schild ingezet. Inwoners waren getuigen. 
Eveneens te Graignes en in Montmartin waren soldaten van de divisie verantwoordelijk voor de moord op twee neergestorte en krijgsgevangen genomen Amerikaanse piloten op 17 juni 1944. De Waffen-SS'er Erwin Wilhelm Konrad Schienkiewitz van het 38e Regiment werd hiervoor tot levenslang veroordeeld in 1947 door de Amerikaanse General Military Government Court in Dachau, Duitsland (US File Nr: US 0018; Case Nr.: 11-18) 
Er wordt aangenomen dat onderdelen van de divisie verantwoordelijk zijn voor het bloedbad van Maillé op 25 augustus 1944, waarbij 124 burgers omkwamen. Hiervoor zijn echter geen bewijzen gevonden.
Twee soldaten werden na de oorlog veroordeeld voor de moord op een burger van Ebrantshausen die op 28 april 1945 een witte vlag droeg.
Een soldaat van de divisie werd na de oorlog beschuldigd van de moord op de burgemeester van Burgthann wegens defaitisme in de laatste dagen van de oorlog. Een andere soldaat zou een Joodse tandarts hebben doodgeschoten.

## Commandanten
| Commandant                            | Begindatum        | Einddatum         |
| ------------------------------------- | ----------------- | ----------------- |
| SS-Gruppenführer Werner Ostendorff    | 30 oktober 1943   | 15 juni 1944      |
| SS-Standartenführer Otto Binge        | 17 juni 1944      | 20 juni 1944      |
| SS-Brigadeführer Otto Baum            | 20 juni 1944      | 1 augustus 1944   |
| SS-Standartenführer Otto Binge        | 1 augustus 1944   | 29 augustus 1944  |
| SS-Oberführer Dr. Eduard Deisenhofer  | 30 augustus 1944  | ?? september 1944 |
| SS-Oberführer Thomas Müller           | ?? september 1944 | ?? september 1944 |
| SS-Standartenführer Gustav Mertsch    | ?? september 1944 | ?? oktober 1944   |
| SS-Gruppenführer Werner Ostendorff    | 21 oktober 1944   | 21 november 1944  |
| SS-Standartenführer Hans Linger       | ?? november 1944  | ?? januari 1945   |
| Oberst Gerhard Lindner                | 15 januari 1945   | 21 januari 1945   |
| SS-Standartenführer Fritz Klingenberg | 21 januari 1945   | 22 maart 1945     |
| SS-Standartenführer Jakob Fick        | 22 maart 1945     | 26 maart 1945     |
| SS-Oberführer Georg Bochmann          | 26 maart 1945     | 8 mei 1945        |

## Samenstelling
- Stab der Division
- SS-Panzergrenadier Regiment 37
- SS-Panzergrenadier Regiment 38
- SS-Artillerie Regiment 17
- SS-Panzerjäger Abteilung 17
- SS-Panzer-Abteilung 17
- SS-Sturmgeschütz-Abteilung 17
- SS-Flak-Abteilung 17
- SS-Nachrichten-Abteilung 17
- SS-Panzer-Aufklärungs-Abteilung 17
- SS-Pionier-Bataillon 17
- SS-Divisions-Nachschubtruppen 17
- SS-Panzer-Instandsetzungs-Abteilung 17
- SS-Wirtschafts-Bataillon 17
- SS-Sanitäts-Abteilung 17
- SS-Feldpostamt 17
- SS-Kriegsberichter-Zug 17
- SS-Feldgendarmerie-Kompanie 17
- SS-Feldersatz-Bataillon 17